# Paramiolabis
Paramiolabis — вимерлий рід ссавців з родини верблюдових (Camelidae). Рід містить такі види: Paramiolabis minutus, Paramiolabis singularis, Paramiolabis taylori, Paramiolabis tenuis. Скам'янілості виявлено в США (Каліфорнія, Небраска, Нью-Мексико) — всього 15 колекцій.